# Франкі ван дер Ельст
Франкі ван дер Ельст (нід. Franky Van Der Elst, нар. 30 квітня 1961, Нінове) — бельгійський футболіст, півзахисник. По завершенні ігрової кар'єри — тренер. З 2014 року очолює тренерський штаб клубу «Руселаре».

## Клубна кар'єра
У дорослому футболі дебютував 1978 року виступами за команду клубу «Моленбек», в якій провів шість сезонів, взявши участь у 104 матчах чемпіонату.
У 1984 році перейшов до клубу «Брюгге», за який відіграв 15 сезонів.  Більшість часу, проведеного у складі «Брюгге», був основним гравцем команди. Завершив професійну кар'єру футболіста виступами за команду «Брюгге» у 1999 році.

## Виступи за збірну
У 1982 року дебютував в офіційних матчах у складі національної збірної Бельгії. Протягом кар'єри у національній команді, яка тривала 17 років, провів у формі головної команди країни 86 матчів, забивши 1 гол.
У складі збірної був учасником чемпіонату світу 1986 року у Мексиці, чемпіонату світу 1990 року в Італії, чемпіонату світу 1994 року у США, чемпіонату світу 1998 року у Франції.

## Кар'єра тренера
Розпочав тренерську кар'єру відразу ж по завершенні кар'єри гравця, 1999 року, очоливши тренерський штаб клубу «Беєрсхот».
Надалі очолював команду клубу «Локерен», входив до тренерського штабу клубу «Брюгге», був головним тренером в командах «Брюссель» та «Ломмель Юнайтед».
Згодом був клуб «Сінт-Трейден», команду якого Франкі ван дер Ельст очолював як головний тренер у 2011—2012 роках. 2014 року очолив тренерський штаб клубу «Руселаре».

## Титули і досягнення

### Командні
- Чемпіон Бельгії (5):

«Брюгге»:  1987-88, 1989-90, 1991-92, 1995-96, 1997-98
- Володар Кубка Бельгії (4):

«Брюгге»:  1985-86, 1990-91, 1994-95, 1995-96
- Володар Суперкубка Бельгії (8):

«Брюгге»:  1986, 1988, 1990, 1991, 1992, 1994, 1996, 1998

### Особисті
- Футболіст року в Бельгії: 1990, 1996
- Премія Фейр-плей: 1997
- Входить у ФІФА 100